# Białoruska Partia Lewicy „Sprawiedliwy Świat”
Białoruska Partia Lewicy „Sprawiedliwy świat” (biał. Беларуская партыя левых «Справядлівы свет», Biełaruskaja partyja lewych „Sprawiadliwy swiet”; ros. Белорусская партия левых «Справедливый мир», Biełorusskaja partija lewych „Sprawiedliwyj mir”; do października 2009 roku pod nazwą: Partia Komunistów Białoruska, biał. Партыя камуністаў Беларуская, Partyja kamunistau Biełaruskaja, ros. Партия коммунистов Белорусская, Partija kommunistow Biełorusskaja) – lewicowa, eurokomunistyczna partia polityczna na Białorusi, opozycyjna wobec prezydenta Alaksandra Łukaszenki. Jej przewodniczącym był Siarhiej Kalakin (zmarł w 2024). Organem kierowniczym jest Komitet Centralny. Wchodzi w skład bloku partii opozycyjnych – Zjednoczonych Sił Demokratycznych.

## Struktura
Najwyższym organem partii pozostaje zjazd zwoływany co najmniej raz na cztery lata. Zjazd przyjmuje program ugrupowania, a także wybiera Komitet Centralny, który kieruje ugrupowaniem między zjazdami. Komitet Centralny wybiera Biuro i sekretarzy KC (w tym pierwszego sekretarza – przewodniczącego partii), decyduje o bieżącej działalności politycznej, wchodzeniu w alianse polityczne, a także kieruje kampanią wyborczą. Biuro i sekretariat są organami wykonawczymi KC.

## Program
Deklarowanym celem partii jest „zjednoczenie i rozwój polityczny robotników pracy najemnej w celu osiągnięcia pełnego wyzwolenia od eksploatacji we wszystkich jej rodzajach oraz budowa bezklasowego społeczeństwa sprawiedliwości socjalnej”.

### Polityka zagraniczna
Podobnie jak w przypadku ugrupowań pro-prezydenckich, w kwestiach polityki międzynarodowej partia utrzymuje prorosyjskie i prosowieckie stanowisko. Jako swoje cele programowe podaje m.in. „aktywny udział Republiki w zbiorowych wysiłkach postępowych sił wspólnoty światowej, mających na celu przeciwdziałanie hegemonistycznym i ekspansjonistycznym dążeniom bloku NATO – wpływowej siły światowego imperializmu”, a także „realną promocję procesów integracyjnych, w pierwszej kolejności z Federacją Rosyjską i Ukrainą”. Partia wspomina także w swoim programie o konieczności odbudowania w pełnym zakresie wzajemnych stosunków międzynarodowych z innymi krajami i strukturami międzynarodowymi”.
Z uwagi na członkostwo w bloku Zjednoczonych Sił Demokratycznych, partia teoretycznie musi realizować jego program w zakresie stosunków międzynarodowych. Wśród wymienionych w programie bloku celów jest „wstąpienie do Światowej Organizacji Handlu i Europejskiego Stowarzyszenia Wolnego Handlu, podpisanie z Unią Europejską porozumienia o partnerstwie i udział w programie 'Nowi Sąsiedzi'”, ale także „zachowanie i rozwój stabilnej i wzajemnie korzystnej współpracy z Rosją, Ukrainą i innymi krajami WNP, stworzenie pełnowartościowej strefy wolnego handlu”.

## Historia
Partia powstała 7 grudnia 1991 roku po tym, jak Rada Najwyższa Białorusi zakazała, wzorem Rosji, działalności partii komunistycznej na terytorium Republiki Białorusi. Nowe ugrupowanie odwołujące się do ideologii marksizmu-leninizmu zostało założone pod nazwą Partia Komunistów Białorusi. Oficjalnie zarejestrowane zostało 26 maja 1992 roku. W pierwszej połowie lat 90. było jednym z głównym ugrupowań politycznych Białorusi. W 1994 roku zmieniono jego nazwę na Partia Komunistów Białoruska. W wyborach 1995 uzyskała największą liczbę mandatów spośród partii ubiegających się o miejsce w Radzie Najwyższej, nigdy jednak nie była reprezentowana w rządzie oraz wykonawczych organach terytorialnych. Na czele ugrupowania stał Siarhiej Kalakin. Podczas kryzysu konstytucyjnego w 1996 roku partia opowiedziała się przeciwko działaniom Alaksandra Łukaszenki mającym na celu ograniczenie roli, a następnie likwidację Rady Najwyższej XIII kadencji. W 1996 roku część członków PKB niezadowolona z obranego kursu dokonała reaktywacji Komunistycznej Partii Białorusi, która poparła prezydenta. Partia Kalakina pomyślnie przeszła obowiązkową ponowną rejestrację 5 lipca 1999 roku.
W wyborach 2006 ugrupowanie poparło Alaksandra Milinkiewicza jako kandydata na urząd prezydenta. Lider partii Kalakin został szefem jego sztabu wyborczego. W tym samym roku partia znalazła się wśród ugrupowań tworzących Zjednoczone Siły Demokratyczne. 25 października 2009 zagrożona likwidacją partia zmieniła nazwę na Białoruską Partię Lewicy „Sprawiedliwy świat”. Jej lider Kalakin wchodzi w skład białoruskiej delegacji do Euro-Nestu.
Partia była współzałożycielem utworzonej 9 stycznia 2011 roku Narodowej Koordynacyjnej Rady Opozycji, której zadaniem jest domagać się uwolnienia ludzi aresztowanych z przyczyn politycznych, informować obywateli Białorusi i wspólnotę międzynarodową, domagać się powrotu Białorusi na drogę prawa i demokracji, a także tworzyć warunki do przeprowadzenia w kraju wolnych i demokratycznych wyborów.

## Reprezentacja
Działacze PKB bez powodzenia ubiegali się o mandaty poselskie w wyborach w 2000, a także w 2004 roku (w tym wypadku z ramienia koalicji 5+). W wyborach samorządowych z 2003 roku 133 członków ugrupowania zostało radnymi terenowych rad deputowanych ludowych. W wyborach do rad z 25 kwietnia 2010 roku partia Sprawiedliwy Świat uzyskała 5 mandatów.